# Benoît-Hermogaste Molin
Pour les articles homonymes, voir Molin.
Benoît-Hermogaste Molin, né le 14 mars 1810 et mort le 17 février 1894 à Chambéry, est un peintre savoyard et français spécialisé dans les portraits, la peinture de genre et la peinture d'Histoire.

## Biographie

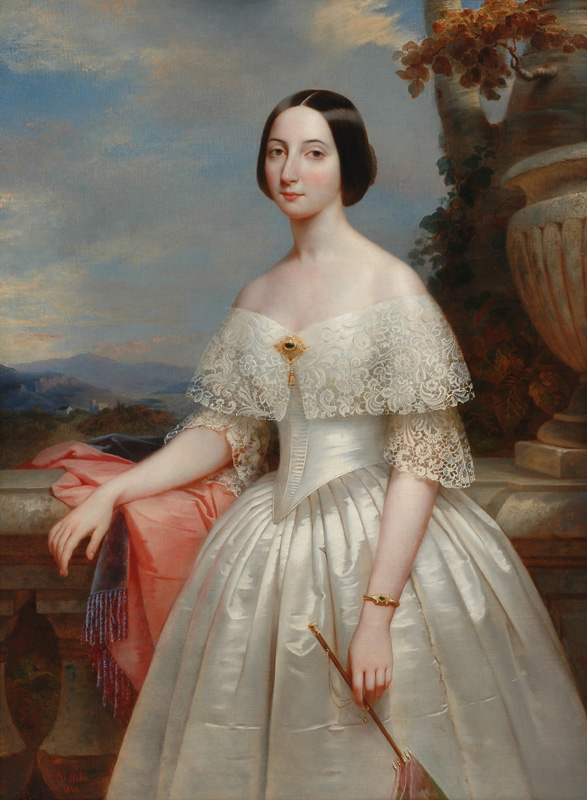
Portrait d'Adélaïde d'Autriche, duchesse de Savoie par Molin (1847).

Benoît-Hermogaste Molin naît le 14 mars 1810 à Chambéry, ancienne capitale du duché de Savoie, et chef-lieu du département français du Mont-Blanc. Le duché de Savoie a, en effet, été annexé par la France révolutionnaire, par décret du 27 novembre 1792. La Savoie revient au royaume de Sardaigne en 1815.
Il poursuit ses études à l'école de peinture de Chambéry. Ensuite, il complète sa formation chez le baron Gros à Paris. Il expose régulièrement au Salon, où il obtient, en 1837, une médaille de 3e classe. Son Portrait de Joseph de Maistre y est fort remarqué. 
Une séance solennelle à l'Académie florimontane obtient le prix de la fondation Guy, en 1843.
Il demeure peintre de la Cour, jusqu'en 1860, date à laquelle le duché de Savoie est annexé à la France de Napoléon III. Il est nommé directeur de l'École de peinture (Beaux-Arts) de Chambéry en 1850 et continue d'enseigner à l'école de peinture des beaux-arts de Chambéry. Plusieurs œuvres de Molin font partie de la collection du musée des beaux-arts de Chambéry, comme le Portrait de M. Rey, le Portrait de Joseph de Maistre, Le Baiser rendu (Judas et Satan), ainsi que des académies masculines et féminines, et divers portraits de personnalités savoyardes.
Il est élu le 2 septembre 1858 à l'Académie des sciences, belles-lettres et arts de Savoie, avec pour titre académique Effectif (titulaire).
Benoît-Hermogaste Molin meurt le 17 février 1894, à Chambéry.